# Gilberto Sepúlveda
Gilberto Sepúlveda, né le 4 février 1999 à Guasave (en) au Mexique, est un footballeur international mexicain qui évolue au poste de défenseur central au CD Guadalajara.

## Biographie

### Carrière en club
Natif de Guasave (en) au Mexique, Gilberto Sepúlveda est formé par le CD Guadalajara. Il fait sa première apparition avec l'équipe première le 9 janvier 2019 contre le Cimarrones de Sonora. Son équipe s'impose par deux buts à un ce jour-là. Il fait sa première apparition dans le championnat mexicain le 1er septembre 2019 face au Cruz Azul. Il est titularisé et les deux équipes se neutralisent (1-1 score final),.
Il inscrit son premier but en professionnel le 24 octobre 2021, lors d'une rencontre de championnat face au CD Cruz Azul, d'une tête dans le temps additionnel de la seconde période, permettant aux siens d'égaliser (1-1 score final).
Le 15 mai 2023, Sepúlveda se fait remarquer en inscrivant le but vainqueur de son équipe lors d'une rencontre de championnat face au rival, l'Atlas FC (1-0 score final).

### En équipe nationale
Il est sélectionné avec l'équipe du Mexique des moins de 20 ans pour participer au championnat de la CONCACAF des moins de 20 ans en 2018. Lors de cette compétition organisée aux États-Unis, il joue sept matchs et inscrit deux buts. Il officie également comme capitaine. Le Mexique est battu en finale face aux États-Unis. Sepúlveda figure par ailleurs dans l'équipe type du tournoi.
En novembre 2019, Gilberto Sepúlveda est appelé pour la première fois avec l'équipe nationale du Mexique par le sélectionneur Gerardo Martino. Mais il reste sur le banc sans entrer en jeu lors de ce rassemblement. Il honore sa première sélection un an plus tard face au Guatemala le 1er octobre 2020. Il entre en jeu à la place de César Montes, et le Mexique s'impose par trois buts à zéro.

## Palmarès

### En club
- Finaliste du championnat de la CONCACAF des moins de 20 ans en 2018 avec l'équipe du Mexique des moins de 20 ans